# Mayes C. Rubeo
Mayes Castillero de Rubeo, nata Mayes Castillero Botello (Città del Messico, 1962), è una costumista messicana.

## Biografia
Ha studiato alla Los Angeles Trade Tech negli anni ottanta, per poi trasferirsi in Italia, dove è stata l'assistente personale di Enrico Sabbatini. Il suo primo lavoro da costumista è arrivato quando è stata personalmente scelta dal regista John Sayles per il film Angeli armati (1997).
Ha poi curato i costumi per film come Apocalypto (2006), Avatar (2009), John Carter (2012), World War Z (2013), Thor: Ragnarok (2017) e Jojo Rabbit (2019), per il quale è stata candidata ai premi Oscar.
È stata sposata fino alla sua morte con lo scenografo italiano Bruno Rubeo, con cui ha avuto un figlio, il set decorator Marco.

## Filmografia

### Cinema
- The Arrival, regia di David Twohy (1996)
- Angeli armati (Men with Guns), regia di John Sayles (1997)
- Fino all'inferno (Inferno), regia di John G. Avildsen (1999)
- La costa del sole (Sunshine State), regia di John Sayles (2002)
- Casa de los babys, regia di John Sayles (2003)
- Apocalypto, regia di Mel Gibson (2006)
- Dragonball Evolution, regia di James Wong (2009)
- Avatar, regia di James Cameron (2009)
- John Carter, regia di Andrew Stanton (2012)
- World War Z, regia di Marc Forster (2013)
- Warcraft - L'inizio (Warcraft), regia di Duncan Jones (2016)
- The Great Wall, regia di Zhang Yimou (2016)
- Thor: Ragnarok, regia di Taika Waititi (2017)
- Jojo Rabbit, regia di Taika Waititi (2019)
- Thor: Love and Thunder, regia di Taika Waititi (2021)
- Blue Beetle, regia di Ángel Manuel Soto (2023)
- Il regno del pianeta delle scimmie (Kingdom of the Planet of the Apes), regia di Wes Ball (2024)
- Deadpool & Wolverine, regia di Shawn Levy (2024)

### Televisione
- Un catastrofico successo (On the Air) – serie TV, episodi 1x06-1x07 (1992)
- Warden of Red Rock, regia di Stephen Gyllenhaal – film TV (2001)
- Fidel - La storia di un mito (Fidel), regia di David Attwood – film TV (2002)
- The Librarian - Alla ricerca della lancia perduta (The Librarian: Quest for the Spear), regia di Peter Winther – film TV (2004)
- WandaVision – miniserie TV, 9 puntate (2021)
- Licantropus (Werewolf by Night), regia di Michael Giacchino – film TV (2022)

## Riconoscimenti
- Premio Oscar
  - 2020 – Candidatura ai migliori costumi per Jojo Rabbit
- Premio Emmy
  - 2021 – Migliori costumi (fantasy/fantascienza) per WandaVision
- Premio BAFTA
  - 2020 – Candidatura ai migliori costumi per Jojo Rabbit
- Saturn Award
  - 2021 – Candidatura ai migliori costumi per Jojo Rabbit
  - 2022 – Candidatura ai migliori costumi per Thor: Love and Thunder